# Гончарівка (Волгоградська область)
Гончарівка (рос. Гончаровка) — село у Октябрському районі Волгоградської області Російської Федерації.
Населення становить 246 осіб. Входить до складу муніципального утворення Шелестовське сільське поселення.

## Історія
Село розташоване у межах українського історичного та культурного регіону Жовтий Клин.
Згідно із законом від 15 грудня 2004 року № 968-ОД  органом місцевого самоврядування є Шелестовське сільське поселення.

## Населення
| 2010 |
| ---- |
| 246  |